# 霧島神宮前ユースホステル
霧島神宮前ユースホステル（きりしまじんぐうまえユースホステル）は日本ユースホステル協会に加盟している鹿児島県のユースホステル。

## その他
- 新たに新棟の温泉棟が完成し、岩盤浴、ひのき風呂（内湯）、露天風呂が堪能できる。

## アクセス
- JR日豊本線 霧島神宮駅 駅より6?。駅よりバス 林田温泉行、霧島神宮前下車 徒歩1分
- 霧島神宮駅より車にて10分